# بريغيه دوكس بونتس
بريغيه دوكس بونتس (بالإنجليزية: Breguet Deux-Ponts)‏ هي طائرة رحلات من صناعة بريغيه للطيران. كان أول طيران لها في 15 فبراير 1949. دخلت الخدمة في 10 مارس 1953، انتهت خدمتها في 31 مارس 1971. صنع منها 20 طائرة.

## المستخدمون
- الخطوط الجوية الفرنسية
- القوات الجوية الفرنسية